# 38-я ракетная дивизия
38-я ракетная дивизия (войсковая часть 33738) — соединение в разное время входившее в состав 31-й и 33-й ракетных армий Ракетных войск стратегического назначения (до 1970 года — в составе 7-го и 24-го отдельных ракетных корпусов). Штаб дивизии дислоцировался в г. Державинск-1 (п.г.т. Степной) Тургайской области Казахской ССР.

## История
1 ноября 1964 года в соответствии с директивой начальника Главного штаба РВСН от 24 июля 1964 года на базе 412-го ракетного полка была сформирована оперативная группа соединения в городе Ялуторовске Тюменской области для формирования и развёртывания 38 рд в степных районах Северного Казахстана. Формирование оперативной группы было возложено на командира ракетного полка полковника Усачёва В. Н.
31 декабря 1964 года оперативная группа была передислоцирована в п.г.т. Державинский Целиноградской области (впоследствии г. Державинск Тургайской области) и приступила к формированию дивизии, изучению позиционного района, созданию первоначальных условий для строительства объектов.
С февраля 1965 года началось строительство боевых стартовых позиций (БСП), зданий и сооружений различного назначения, линий управления и связи, жилого городка получившего в дальнейшем наименование «Степной».
1 июня 1965 года на основании директивы Главнокомандующего РВСН от 3 апреля 1965 года 38-я ракетная дивизия введена в состав РВСН. С этого дня оперативная группа переформирована в управление ракетной дивизии. Приказом Министра обороны СССР был установлен годовой праздник 38-й ракетной дивизии — 1 июня.
7 октября 1965 года на основании директив Генерального штаба Вооружённых Сил от 26 июня 1965 года и Главного штаба РВСН 38-я ракетная дивизия была выведена из состава 7-го отдельного ракетного корпуса (Омск) и была передана в подчинение 24-го отдельного ракетного корпуса (Джамбул).
20 ноября 1966 года первый ракетный полк дивизии заступил на боевое дежурство.
После переформирования в 1970 году ракетных корпусов в ракетные армии и расформирования 24 орк дивизия вошла в состав 31-й ракетной армии (Оренбург).
К январю 1971 года все восемь полков дивизии были поставлены на боевое дежурство
- в/ч 54309 — 20 ноября 1966 года; (1-й полк)
- в/ч 57346 — 17 декабря 1966 года; (2-й полк)
- в/ч 97685 — 14 июля 1967 года; (5-й полк)
- в/ч 45856 — 13 августа 1968 года; (6-й полк)
- в/ч 12442 — 16 августа 1969 года; (3-й полк)
- в/ч 44127 — 11 ноября 1969 года; (8-й полк)
- в/ч 30012 — 25 августа 1970 года; (4-й полк)
- в/ч 22162 — 22 января 1971 года. (7-й полк)

16 марта 1971 года в соответствии с постановлением от 5 января 1971 года дивизии было вручено Памятное Знамя и Почётная грамота Президиума Верховного Совета СССР.
В 1972 году начата модернизация вооружения.
17 декабря 1976 года первая Р-36М поставлена на боевое дежурство.
Другие части соединения:
- в/ч 11976 — РТБ
- в/ч 12435 — ОББО
- в/ч 12432 — РУС
- в/ч 29428 — Автобат
- в/ч 40224 — БРСС
- в/ч 39984 — ТРБ
- в/ч 93420 — Госпиталь
- в/ч 08303 — ОРБ
- в/ч 95823 — ОВЭ
- в/ч 33738А — ВШМС

На прилегающей территории также располагались в/ч 11347 и в/ч 73449 (строители).
Расформирование

Встреча 2001 г., Академия Петра Великого

Расформирование дивизии началось в 1992 году по причине распада Советского Союза и постоянного давления международного сообщества, прежде всего РФ и США, на руководство Казахстана о лишении страны статуса ядерного государства. Вывод новейших ракет Р-36М2 началось в РФ, в значительной мере укрепив ракетную оборону России на десятилетия, так как ПРО США не способна была перехватить их.
6 мая 1993 года, согласно директиве Генерального штаба Вооружённых Сил от 8 апреля 1993 года, дивизия была передана в 33-ю ракетную армию (Омск).
На основании директивы начальника Главного штаба РВСН от 11 апреля 1996 года 38-я ракетная дивизия прекратила своё существование 30 сентября 1996 года. Боевое Знамя дивизии 30 июля 1996 года было сдано на хранение в Центральный музей Вооружённых Сил России.
Каждый год в Москве в первую субботу июня проводится встреча однополчан-державинцев, приуроченная ко Дню дивизии — 1 июня.

## Командование
Первым командиром дивизии стал:
- генерал-майор Парамонов Василий Фёдорович

В дальнейшем дивизию возглавляли:
- генерал-майор Сахаров Михаил Фёдорович
- генерал-полковник Плотников, Юрий Иванович
- генерал-майор Кирилин, Валерий Васильевич
- генерал-майор Николаев Александр Иванович
- генерал-лейтенант Норенко, Юрий Николаевич
- полковник Федяев Юрий Алексеевич
- генерал-майор Хашегульгов, Ахмет Мухарбекович
- исполняющий должность командира дивизии полковник Пигалев Сергей Юрьевич

## Вооружение
На вооружении дивизии в различное время состояли ракетные комплексы стратегического назначения (РКСН) разработанные в КБ «Южное»:
- с 1966 по 1979 годы — Р-36 (8К67)
- с 1976 по 1983 годы — Р-36М (15А14)
- с 1979 года — Р-36М УТТХ (15А18)
- с 1989 года. — Р-36М2 (15А18М)

За время боевого дежурства личным составом полков дивизии были успешно выполнены 12 учебно-боевых пусков ракет из мест постоянной дислокации.